# Étienne Daho
Étienne Daho es un cantautor, actor y productor francés, nacido el 14 de enero de 1956 en Orán, Argelia. Étienne Daho partió del rock de Rennes en el comienzo de los años ochenta. En una decena de álbumes de pop francés este apasionado de la música impuso un estilo único, tanto desde el punto de vista vocal como musical que fue muy influyente. Sus herederos son parte tanto de la French touch como de la Nueva Canción Francesa. 
La grabación de su primer álbum Mythomane (1981), tuvo lugar en París con los músicos del Marquis de Sade et Jacno en la producción. Obtuvo buenas críticas pero se conoció poco (será disco de oro, quince años más tarde). Luego graba un nuevo single Le Grand Sommeil, gracias a cuyo éxito pudo grabar el segundo álbum: La Notte, la notte sale en marzo de 1984, consigue un disco de platino. 
En 1995, contribuye a la producción del álbum Genre humain de su ídolo Brigitte Fontaine.
En 2006, Daho produce el nuevo álbum de Elli Medeiros y fue nombrado Officier des arts et lettres (Oficial de las Artes y Letras), una condecoración honorífica francesa que entrega el Ministerio de Cultura.
En 2007, graba entre Londres, Barcelona, París e Ibiza su nuevo álbum, L'Invitation, realizado con Edith Fambuena, recibe buenas críticas de la prensa especializada y es disco de oro. 
En 2008 sale una compilación homenaje Tombés pour Daho donde sus canciones son cantadas por Benjamin Biolay, Doriand, Elli Medeiros, Daniel Darc y Arnold Turboust.

## Álbumes de estudio
- 1981 Mythomane
- 1984 La Notte, la notte
- 1986 Pop Satori
- 1988 Pour nos vies martiennes
- 1991 Paris ailleurs
- 1995 Réserection con Saint Etienne
- 1996 Eden
- 2000 Corps et Armes
- 2003 Réévolution
- 2007 L'Invitation
- 2010 Le condamné à mort con Jeanne Moreau
- 2013 Les chansons de l'innocence retrouvée

## Miniálbumes
- 1985: Tombé pour la France
- 1995: Résérection con Saint Etienne
- 2007: Be My Guest Tonight
- 2008: Daho Showcon Air, Alain Bashung, Charlotte Gainsbourg, Elli Medeiros, Dani.
- 2010: Pleased To Meet You  con Coming Soon, Jane Birkin, Camille et Katerine

## Álbumes en vivo
- 1989: Live Ed
- 1993: Daholympia
- 2001: Daho Live
- 2005: Sortir ce soir
- 2009: Daho Pleyel Paris

## Sencillos
- 1981: Il Ne Dira Pas
- 1982: Le grand Sommeil
- 1983: Sortir Ce Soir
- 1984: Week End A Rome
- 1985: Tombé Pour La France
- 1986: Epaule Tattoo
- 1987: Duel Au Soleil
- 1988: Bleu Comme Toi
- 1988: Des Heures Hindoues
- 1989: Carribean Sea
- 1989: Stay With Me UK
- 1989: Le grand Sommeil (Live)
- 1990: Le Plaisir De Perdre (Live)
- 1991: Saudade
- 1992: Des Attractions Désastre
- 1992: Les Voyages Immobiles
- 1992: Comme Un Igloo
- 1993: Un Homme A La Mer
- 1993: Mon Manège A Moi
- 1995: Tous Les Goûts Sont Dans Ma Nature con Jacques Dutronc
- 1995: Jungle Pulse (escrito por Brigitte Fontaine)
- 1996: He's On The Phone con Saint Etienne
- 1996: Au Commencement
- 1997: Me Manquer
- 1997: Soudain
- 1997: Les Bords De Seine con Astrud Gilberto
- 1998: Le Premier Jour (du reste de ta vie)
- 1999: Idéal
- 1999: Sur Mon Cou (live)
- 2000: Le Brasier
- 2000: La Nage Indienne
- 2000: Rendez-Vous A Védra
- 2001: Ouverture
- 2001: Comme Un Boomerang con Dani
- 2003: Retour A Toi
- 2003: If en duo con Charlotte Gainsbourg
- 2004: Réévolution
- 2005: Sortir Ce Soir (versión de 2005)
- 2006: Tombé pour la France (Fischerspooner's Remix)
- 2006: Le grand Sommeil (Sweetlight's Remix)
- 2007: L'Invitation
- 2008: Obsession
- 2008: La Vie Continuera
- 2008: L'Adorer
- 2009: Le grand Sommeil en duo con Katerine

## Vídeos y DVD
- 1986: Une Nuit Satori à l'Olympia - VHS
- 1991: Paris Ailleurs - VHS
- 1993: Daholympia - VHS
- 1998: Intégrale des Clips - VHS/DVD
- 2001: Daho Live - VHS/DVD
- 2005: Sortir Ce Soir - DVD
- 2008: An Evening with Daho - DVD
- 2009 : Daho Pleyel Paris - DVD